# Perigrapha i-cinctum
Perigrapha i-cinctum  ist ein Schmetterling (Nachtfalter) aus der Familie der Eulenfalter (Noctuidae).

## Merkmale

### Falter
Die Flügelspannweite der Falter beträgt 37 bis 44 Millimeter. Bei der Grundfarbe der Vorderflügel dominieren rauchgraue Tönungen. Zuweilen treten auch braungraue oder leicht rötlich überstäubte Exemplare auf. Ring-, Nieren- und Zapfenmakel sind groß, hellgrau oder hellbraun gefüllt, eng miteinander verbunden und meist gelblich eingefasst. Das Mittelfeld, insbesondere der Bereich um die Makel ist dunkelbraun bis schwarz gefärbt. Die undeutlich ausgeprägte Wellenlinie schimmert weißlich. Die Hinterflügel sind zeichnungslos graubraun. Auf dem Thorax und dem ersten Hinterleibssegment befinden sich kurze Haarschöpfe.

### Raupe
Jüngere Raupen haben eine grüne Farbe. Rücken- und Nebenrückenlinien sind weißlich oder gelblich gefärbt, die Seitenstreifen gelb. Erwachsene Raupen nehmen eine rosa Färbung an. Deren Zeichnungsmuster ähnelt demjenigen der jüngeren Stadien.

### Puppe
Die braune Puppe ist bläulich bereift und durch zwei längere und mehrere kurze Hakenborsten am Kremaster gekennzeichnet.

### Ähnliche Arten
- Da die Schwesterart Perigrapha scriptobella im Kopet-Dag-Gebirge vorkommt, gibt es keine geographische Überlappung.
- Perigrapha circumducta ist oftmals größer (bis zu 55 Millimeter Flügelspannweite) als P. i-cinctum und kontrastreicher gefärbt. Da die Art in Sibirien und vom Ural bis nach Japan vorkommt, gibt es auch in diesem Fall keine geographische Überlappung.
- Die Vorkommen von Perigrapha heidi liegen im Hissargebirge und im Pamirgebirge, diejenigen von Perigrapha centralasiae in einigen öden Hochgebirgsregionen Zentralasiens. Damit bewohnen diese Arten ebenfalls gänzlich andere Regionen als Perigrapha i-cinctum.[1]

## Geographische Verbreitung und Lebensraum
Das Vorkommen der Art erstreckt sich lokal durch südliche und südöstliche Länder Europas bis nach Kleinasien. Folgende Unterarten mit ihren Verbreitungsgebieten sind bekannt:
- Perigrapha i-cinctum i-cinctum, in der Pannonischen Tiefebene
- Perigrapha i-cinctum gepida, in Frankreich und Italien
- Perigrapha i-cinctum slovenica, in Slowenien und weiteren Balkanstaaten
- Perigrapha i-cinctum hethitica, in der Türkei

Perigrapha i-cinctum ist bevorzugt auf warmen, trockenen Magerrasenflächen und an Berghängen anzutreffen.

## Lebensweise
Die Falter sind überwiegend nachtaktiv und besuchen sehr gerne künstliche Lichtquellen sowie gelegentlich Köder oder saugen an Blüten. Ihre sehr frühe Flugzeit umfasst die Monate März und April. Die Raupen leben im Mai und Juni. Sie ernähren sich polyphag von den Blättern verschiedener Pflanzen, beispielsweise von Wegerich- (Plantago), Ampfer- (Rumex), Erdbeer- (Fragaria), Sternmieren- (Stellaria), Taubnessel- (Lamium), Flockenblumen- (Centaurea), Kuhschellen- (Pulsatilla)  oder Löwenzahnarten (Taraxacum). Die Art überwintert in der Erde als Puppe.